# Daniel Plaza
Daniel Plaza (Barcelona, 3 de julho de 1966) é um marchador espanhol, campeão olímpico da marcha de 20 km. 
Após conquistar o campeonato nacional de marcha de 20 km em 1986, Plaza representou o país em Seul 1988, conseguindo apenas a 12ª colocação. No Mundial de Tóquio, em 1990, foi desclassificado depois de chegar em terceiro lugar, por passada fora das regras durante o percurso. Seu grande momento veio em Barcelona 1992, em seu país e em sua própria cidade natal, quando conquistou a medalha de ouro na prova, com o tempo de 1h 21 m 45s. Com a vitória, ele também tornou-se o primeiro campeão olímpico na história do atletismo espanhol. 
No Campeonato Mundial de Stuttgart, em 1993, Plaza voltou a medalhar, conquistando a medalha de bronze.
Sua carreira sofreu um abalo em 1996, quando testou positivo para nandrolona durante o campeonato espanhol, e, sob a ameaça de suspensão do esporte, teve um resultado fraco nos Jogos de Atlanta poucos meses depois, conquistando apenas a 11ª colocação. Em 1997, ele foi suspenso por dois anos das competições pelo Comitê Olímpico Internacional, apesar da negativa constante de ter se dopado.
Pouco depois, ele abandonou o esporte e passou a contestar sua punição judicialmente para limpar o nome. Em 2006, quase dez anos depois da condenação, Daniel Plaza foi absolvido das acusações pela Suprema Corte da Espanha, depois que outros exames feitos da época não encontraram resíduos de qualquer esteróide em suas amostras, sendo que os vestígios de nandrolona na urina levam cerca de três meses para desaparecer.